# Taillades
Taillades là một xã trong tỉnh Vaucluse thuộc vùng Provence-Alpes-Côte d’Azur ở đông nam nước Pháp. Xã này có diện tích 6,86 km2, dân số năm 2006 là 1917 người.